# Кабальеро, Рэнди
Рэнди Кабальеро (англ. Randy Caballero), род. 27 сентября 1990 года, Коачелла, Калифорния, США) — американский боксёр-профессионал, никарагуанского происхождения выступающий в легчайшей весовой категории (англ. Bantamweight). Чемпион мира (по версии IBF—2014).

## Профессиональная карьера
Кабальеро дебютировал на профессиональном ринге в марте 2010 года во второй легчайшей весовой категории (до 55,3 кг).
1 июля 2011 года Кабальеро завоевал вакантный титул молодёжного чемпиона мира в легчайшей весовой категории по версии WBC. В августе 2012 года завоевал титул чемпиона Северной Америки по версии NABO в легчайшей весовой категории (до 53,5 кг).
4 апреля 2014 года завоевал титул обязательного претендента на титул чемпиона мира по версии IBF, нокаутировав в 8-м раунде японца Кохеи Оба.
25 октября 2014 года, Рэнди Кабальеро победил по очкам британца, Стюарта Холла и стал новым чемпионом мира по версии IBF.
20 ноября 2015 года, Рэнди Кабальеро не смог уложиться в весе и утратил титул чемпиона мира по версии IBF который достался британцу Ли Хаскинсу.
16 сентября 2017 года, Рэнди Кабальеро уступил по очкам мексиканцу, Диего Де Ла Хойе потерпел первое поражение в карьере и потерял титул по версии NABF.